# یواس‌ان‌اس پوهاتان (تی-ای‌تی‌اف-۱۶۶)
یواس‌ان‌اس پوهاتان (تی-ای‌تی‌اف-۱۶۶) (به انگلیسی: USNS Powhatan (T-ATF-166)) یک کشتی بود که طول آن ۲۲۶ فوت (۶۹ متر) بود. این کشتی در سال ۱۹۷۸ ساخته شد.